# آزاسپیرودکان
آزاسپیرودکان (به انگلیسی: Azaspirodecane) با فرمول شیمیایی C9H17N یک ترکیب شیمیایی با شناسه پاب‌کم 8445 است. که جرم مولی آن ۱۳۹٫۲۴ گرم بر مول می‌باشد. 